# Polestar Precept
La Polestar Precept est un concept car électrique 4 portes du constructeur automobile Polestar, filiale de Volvo Cars et Geely.

## Présentation
La Precept est dévoilée le 25 février 2020. Avant l'annulation par précaution en raison de la pandémie de COVID-19, la Precept devait faire ses débuts au salon international de l'automobile de Genève 2020.

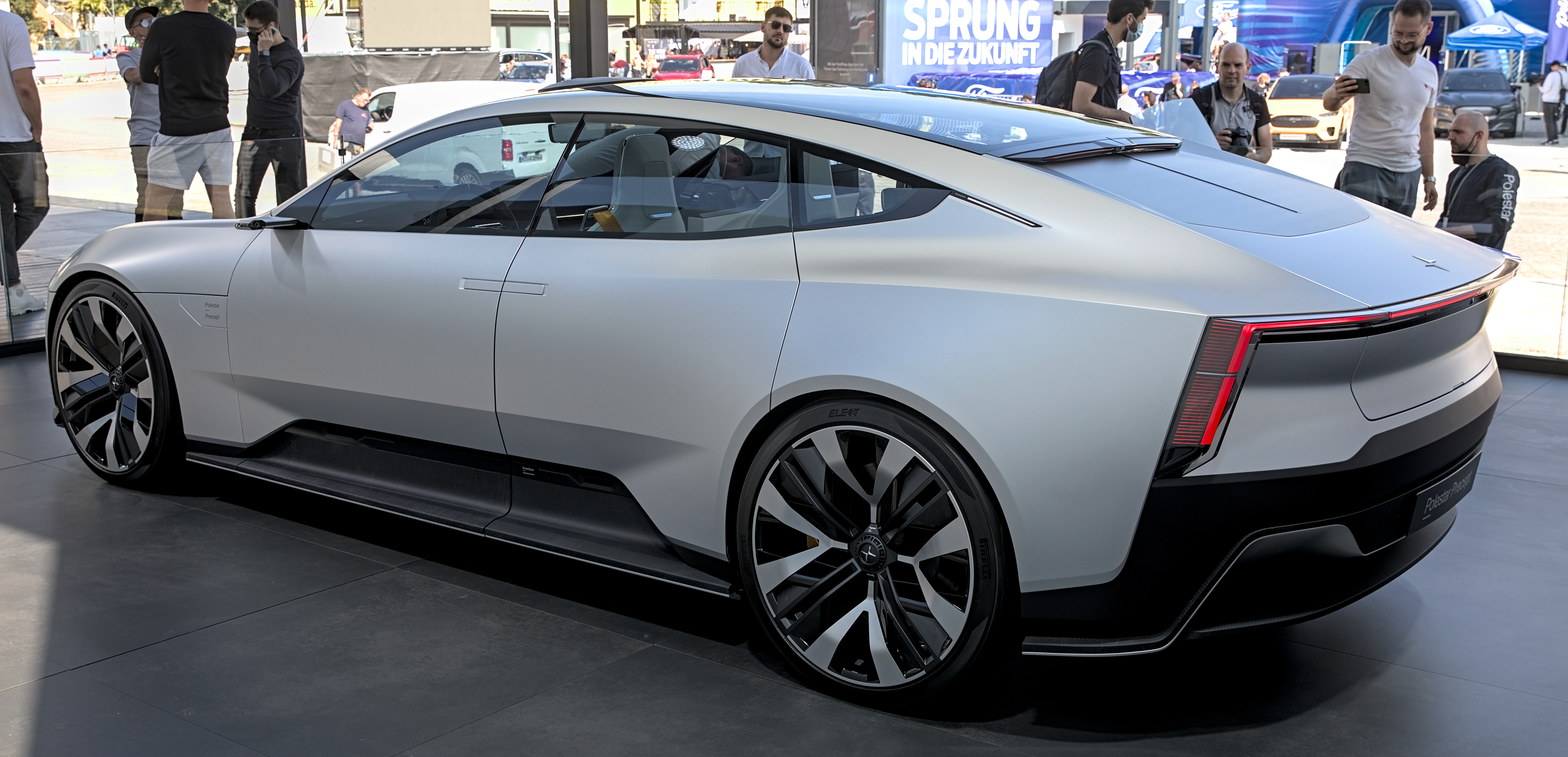
Vue arrière.
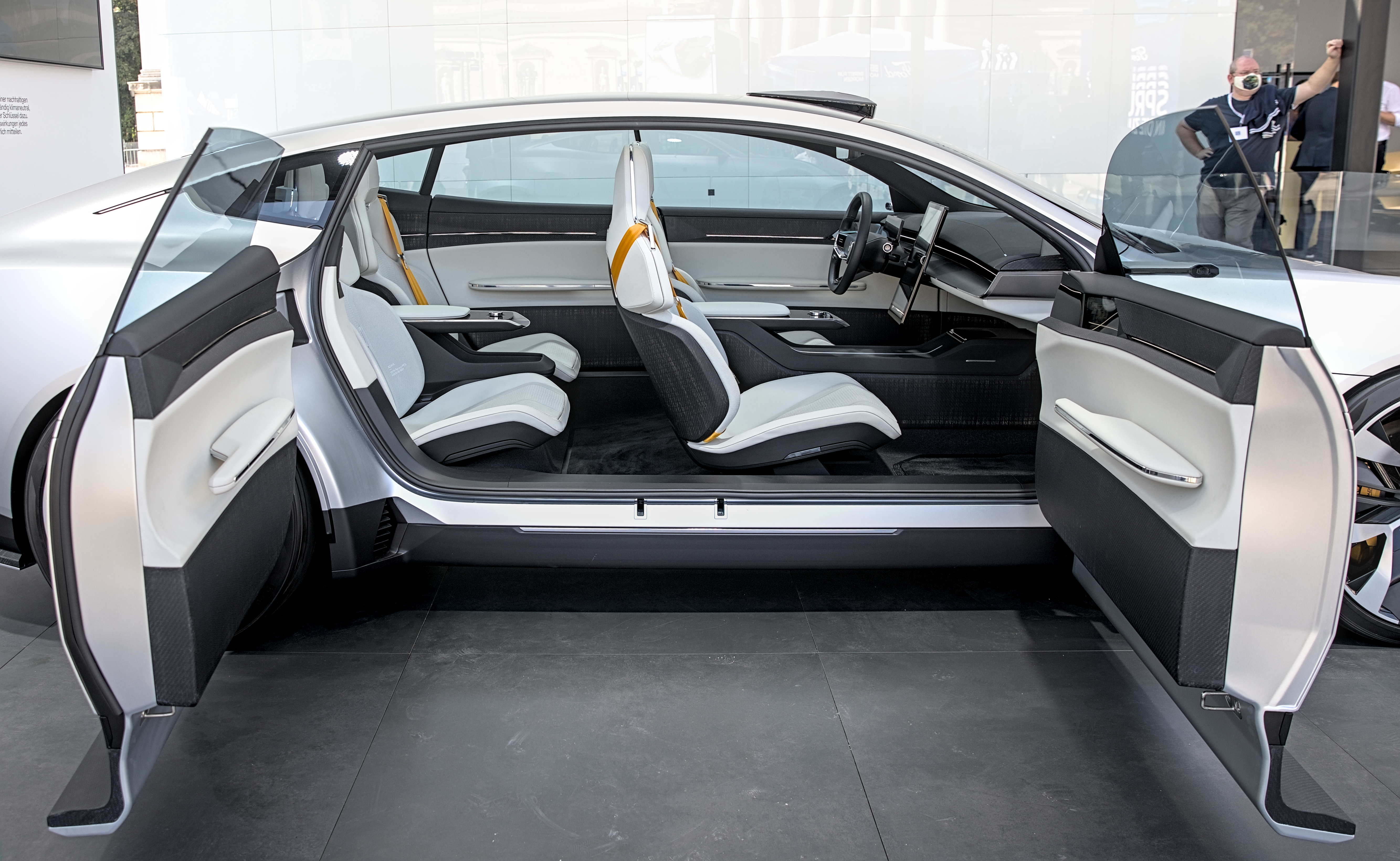
Intérieur.

## Caractéristiques techniques
La Precept a un empattement de 122 pouces (3,0988 m) et manque de montants B. Sa conception se concentre sur la durabilité, les matériaux intérieurs utilisant du lin, des bouteilles en plastique recyclées et du vinyle en liège recyclé; le minimalisme et l'athlétisme sont également au centre de la conception.
Le Lidar est incorporé dans le toit,,, et il y a un réseau de capteurs supplémentaire, appelé "SmartZone", de double radar et une caméra vidéo haute définition intégrée à l'avant de la voiture à la place de la calandre,. Les rétroviseurs latéraux et intérieur ont tous été remplacés par des caméras,. La Precept exécute Android Auto,.